# FA Cup 1938-1939
La FA Cup 1938-1939 è stata la sessantaquattresima edizione della competizione calcistica più antica del mondo. Si è conclusa con la vittoria del Portsmouth per 4-1 nella finale unica di Wembley contro il Wolverhampton.

## Sesto turno
| Match  | Squadra in casa         | Risultato | Squadra fuori casa | Data         |
| ------ | ----------------------- | --------- | ------------------ | ------------ |
| 1      | Wolverhampton Wanderers | 2–0       | Everton            | 4 marzo 1939 |
| 2      | Portsmouth              | 1–0       | Preston North End  | 4 marzo 1939 |
| 3      | Chelsea                 | 0–1       | Grimsby Town       | 4 marzo 1939 |
| 4      | Huddersfield Town       | 1–1       | Blackburn          | 4 marzo 1939 |
| Replay | Blackburn               | 1–2       | Huddersfield Town  | 9 marzo 1939 |

## Semifinali
| Manchester 25 marzo 1939, ore 15:00 | Wolverhampton Wanderers | 5 – 0 | Grimsby Town | Old Trafford |

| Londra 25 marzo 1939, ore 15:00 | Portsmouth | 2 – 1 | Huddersfield Town | Highbury |

## Finale
| Arbitro: | T. Thompson (Leamington) |

|                                         |           |             |
| Barlow 29’ Anderson 43’ Parker 46’, 71’ | Marcatori | 54’ Dorsett |